# Koivusaari (ö i Finland, Norra Karelen, Mellersta Karelen, lat 62,36, long 29,95)
Koivusaari är en ö i Finland. Den ligger i sjön Pieni-Onkamo och i kommunen Rääkkylä i den ekonomiska regionen  Mellersta Karelens ekonomiska region  och landskapet Norra Karelen, i den sydöstra delen av landet, 400 km nordost om huvudstaden Helsingfors. Öns area är 1,1 hektar och dess största längd är 130 meter i öst-västlig riktning.